# ミュージックポスト
『ミュージックポスト』は、1971年4月5日から2007年3月29日まで新潟放送運営のBSNラジオで放送されていたラジオ番組。36年間続いた長寿番組である。

## 番組概要
午前中のひとときを楽しんでもらうため、リスナーが親近感を持てるキャラクターを持つパーソナリティによるリクエスト番組を、とのコンセプトでスタート。当時のアナウンサーに要求されていたかしこまった喋りではなく、リスナーにとって身近な新潟方言丸出しの喋りを、と同局のディレクターであった大倉に白羽の矢が立った。（当時はアナウンサー以外の社員がパーソナリティを務める例はあまりなかったため、本番組担当以降局内に於いてはアナウンサーと同等の扱いとなっており、「局の社員で番組に出ている人はアナウンサーである」と思い込んだリスナーからアナウンサーと誤解されることも少なくなかった。）
大倉の「おくさ〜ん！」に対し女性アシスタントが「は〜い！」と答え、更に大倉が「何やってらっしゃいました〜？」と続け、以後（リスナーである）奥さん役に扮した女性アシスタントとのやり取りが続くオープニングで始まる。
基本はタイトルが示す通りリスナーからの近況が綴られた葉書を読み、時にはリスナーに電話をかけて更に詳しい話を聞き出してからリクエスト曲をかける音楽番組であったはずなのだが、電話での大倉とのやり取りが人気を博し、実際には曲がかかる時間は1コーラスにも満たなかった。電話でのやりとりを基本とした様々なコーナーをはさみながらリクエストをかけ、演歌歌手などが多いゲストとのトークも織り交ぜつつ進められた。

### 放送スタイル
当初は非公開のスタジオからの放送だったが、その後公開番組用であるラジオ第1スタジオからの公開放送となった。観覧については特に申し込みを必要とせず放送中の入退場は自由で、一般の人でも気軽に生放送の雰囲気を楽しめる場として高い人気を誇った。末期にはBSN本社のスタジオからは唯一のラジオ公開番組であり放送時間も見学には手頃であるため、「放送局の仕事を見学したい」という小学生の社会科見学やバス遠足のコースに組まれる事も多かった。時折、県内各地での公開放送（公開録音を含む）も行われた。

## パーソナリティ
- 大倉修吾（メインMC）
- 佐々木美佳子（月曜・火曜・木曜担当のアシスタント）
- 丸山幸恵（水曜担当のアシスタント）

### 過去担当していたパーソナリティ
大倉が番組を休んだ際のピンチヒッターについては多数にわたるため除外する。
- 高坂元巳（金曜日のメインパーソナリティを担当）
- 桐生淳子
- 村山恵美
- 大島さやか
- 川瀬純子
- 土井里美
- 広川サツ - 高齢DJとしてTBSの『ぴったし カン・カン』やフジテレビの『クイズ!年の差なんて』（新潟では新潟総合テレビで放送）にも、問題として出演経験あり[要説明]。
- 増田さと子

## 放送時間
開始当初は毎週月曜日から金曜日の朝9時からの1時間番組だった（一時期、前番組として午前8時35分から55分まで「ニイガタ西・東」を同一パーソナリティ・スタッフで放送していた）。その後10時25分まで、10時45分まで、最大では月曜から木曜の9時から12時までの3時間ワイド番組となるなど数回の変更を経て最末期は月曜日から木曜日の朝9時から10時55分まで放送されていた。2007年4月からは、金曜日午前のみの『大倉修吾の縁歌劇場』に内容と出演者を引き継いで2011年3月まで放送された。